# 日本のダービーマッチ
日本のダービーマッチ (にほんのダービーマッチ)は、日本における「ダービーマッチ」と称される試合の事をいう。

## 変遷
日本国内では、日本プロサッカーリーグ（Jリーグ）発足以前の日本サッカーリーグ（JSL）でも、「○○決戦」という表現が「ダービーマッチ」に近い性格を帯びて用いられてきた。JSLでこのような呼び方をされていたものは以下のものがある。
|            | 対戦クラブ                |
| ---------- | ------------------------- |
| 天竜川決戦 | ヤマハ発動機×本田技研工業 |

当時、こうした「○○決戦」では観衆数は少ないものの、そのほとんどが選手の家族や会社関係者だったため、「天竜川決戦」のように会社自体がライバル関係にあった「決戦」は盛り上がりを見せた。同時に「天竜川決戦」はダービーマッチが本来持っている地域性を内包しており、これを日本の「ローカルダービー」の一つの原型とみなすこともできる。
現在のように、従来の「○○決戦」に代わり、日本で「ダービー」という言葉・表現が用いられるようになったのは1993年のJリーグ開幕後のことである。発足初年こそ、「ダービーマッチ」と呼ばれたのはローカルダービーの横浜ダービー（横浜マリノス×横浜フリューゲルス）とナショナルダービー（ヴェルディ川崎×横浜マリノス）の2つしかなかった。
現在では、サッカーが盛んな地域性などから静岡ダービー・さいたまダービー・大阪ダービーが日本で最も盛り上がりを見せる典型的なダービーマッチといえる。
なお、元々の「ダービー」という語源は英国発祥のフットボール競技から由来しているため、その流れから考えれば主にサッカーやラグビーなどにおいて用いられてきた言葉であった。しかし、近年の日本国内ではプロ野球などといった英国以外から発祥した競技スポーツでも頻繁に使用されている。

## 現状
日本におけるダービーマッチの具体的な特徴として、歴史上の因縁や地域の共通点をからめるなど本来のダービーマッチが持っている地域性による試合以外にも「ダービー」と呼ぶ傾向が見られる点にある。例えば、「川中島ダービー (平成の川中島合戦)」や「天地人ダービー」などがこれに当たり、これらは従来用いられてきた「○○対決」の延長上にあるもので、容易にその言い換えが可能であるためである。
このような狭義の「ダービー」とは異なる用法がされる理由としては以下の点が挙げられるが、実際にローカルダービーとして盛り上がりを見せるのは、本拠地が同一都道府県、または本拠地が隣接する府県にある場合くらいである。異なった用法によって作られたダービーマッチの中には観客動員増加など、一定の成功を収めているカードもあるものの、本来のダービーマッチに比べサポーターの意識は低く、盛り上がりに欠ける傾向にある。また、天地人ダービーのように、ダービーが定着せず、クラブ公式でもその名称を用いなくなる事例も存在する。
1. 本来の意味を知らずに起こった誤用または拡大解釈。
2. クラブの商業的な戦略。
3. サポーターがいわゆる「ネタ」として広めたもの。

## サッカー

### Jリーグ

#### ナショナルダービー
Jリーグを代表する2チームによる決戦をナショナルダービーと呼称することがあり、過去いくつか存在している。
【過去例】
- 東京ヴェルディ×横浜F・マリノス
- 鹿島アントラーズ×ジュビロ磐田
- 浦和レッズ×ガンバ大阪[2]

#### ローカルダービー
|          |          | ダービー名       | 対戦クラブ |
| -------- | -------- | ---------------- | --- |
| 市町村   | 市町村   | さいたまダービー | 浦和レッズ×RB大宮アルディージャ |
| 市町村   | 市町村   | 横浜ダービー     | 横浜F・マリノス×横浜FC×Y.S.C.C.横浜 |
| 都道府県 | 都道府県 | 福島ダービー     | 福島ユナイテッドFC×いわきFC |
| 都道府県 | 都道府県 | 茨城ダービー     | 鹿島アントラーズ×水戸ホーリーホック |
| 都道府県 | 都道府県 | 栃木ダービー     | 栃木SC×栃木シティFC |
| 都道府県 | 都道府県 | 千葉ダービー     | ジェフユナイテッド千葉×柏レイソル |
| 都道府県 | 都道府県 | 東京ダービー     | FC東京×東京ヴェルディ |
| 都道府県 | 都道府県 | 東京クラシック   | 東京ヴェルディ×FC町田ゼルビア |
| 都道府県 | 都道府県 | 神奈川ダービー   | 川崎フロンターレ×横浜F・マリノス / 横浜FC / Y.S.C.C.横浜×湘南ベルマーレ×SC相模原                                                          |
| 都道府県 | 都道府県 | 信州ダービー     | 松本山雅FC×AC長野パルセイロ |
| 都道府県 | 都道府県 | 静岡ダービー     | 清水エスパルス×ジュビロ磐田×藤枝MYFC×アスルクラロ沼津                                                                                     |
| 都道府県 | 都道府県 | 蒼藤決戦         | ジュビロ磐田×藤枝MYFC |
| 都道府県 | 都道府県 | 大阪ダービー     | ガンバ大阪×セレッソ大阪×FC大阪 |
| 都道府県 | 都道府県 | 伊予決戦         | 愛媛FC×FC今治 |
| 都道府県 | 都道府県 | 福岡ダービー     | アビスパ福岡×ギラヴァンツ北九州 |
| 地域     | 東北     | 東北ダービー     | ヴァンラーレ八戸×いわてグルージャ盛岡×ブラウブリッツ秋田×ベガルタ仙台×モンテディオ山形×福島ユナイテッドFC / いわきFC                      |
| 地域     | 東北     | 南部ダービー     | ヴァンラーレ八戸×いわてグルージャ盛岡 |
| 地域     | 東北     | みちのくダービー | ベガルタ仙台×モンテディオ山形 |
| 地域     | 東北     | 奥州合戦         | いわてグルージャ盛岡×ブラウブリッツ秋田×モンテディオ山形                                                                                  |
| 地域     | 東北     | 北東北ダービー   | ヴァンラーレ八戸×いわてグルージャ盛岡×ブラウブリッツ秋田                                                                                  |
| 地域     | 東北     | 奥羽本戦         | ブラウブリッツ秋田×モンテディオ山形 |
| 地域     | 関東     | 北関東ダービー   | 水戸ホーリーホック×栃木SC / 栃木シティFC×ザスパ群馬                                                                                       |
| 地域     | 関東     | 多摩川クラシコ   | FC東京×川崎フロンターレ |
| 地域     | 関東     | 武相決戦         | FC町田ゼルビア×SC相模原 |
| 地域     | 甲信越   | 甲信ダービー     | ヴァンフォーレ甲府×松本山雅FC |
| 地域     | 甲信越   | 信越ダービー     | 松本山雅FC / AC長野パルセイロ×アルビレックス新潟                                                                                          |
| 地域     | 北陸     | 北陸ダービー     | カターレ富山×ツエーゲン金沢 |
| 地域     | 東海     | 東海ダービー     | 清水エスパルス / ジュビロ磐田 / 藤枝MYFC / アスルクラロ沼津×名古屋グランパス                                                              |
| 地域     | 東海     | 名岐ダービー     | 名古屋グランパス×FC岐阜 |
| 地域     | 関西     | 関西ダービー     | 京都サンガF.C.×ガンバ大阪 / セレッソ大阪 / FC大阪×ヴィッセル神戸×奈良クラブ                                                               |
| 地域     | 関西     | 生駒山ダービー   | FC大阪×奈良クラブ |
| 地域     | 中国     | 陰陽ダービー     | ガイナーレ鳥取×ファジアーノ岡山 |
| 地域     | 中国     | 中国ダービー     | ファジアーノ岡山×サンフレッチェ広島 |
| 地域     | 四国     | 四国ダービー     | 愛媛FC / FC今治×徳島ヴォルティス×高知ユナイテッドSC                                                                                       |
| 地域     | 四国     | 北四国クラシコ   | カマタマーレ讃岐×愛媛FC / FC今治 |
| 地域     | 四国     | 東四国クラシコ   | カマタマーレ讃岐×徳島ヴォルティス |
| 地域     | 四国     | 土讃戦           | カマタマーレ讃岐×高知ユナイテッドSC |
| 地域     | 九州     | 九州ダービー     | アビスパ福岡 / ギラヴァンツ北九州×サガン鳥栖×V・ファーレン長崎×ロアッソ熊本×大分トリニータ×テゲバジャーロ宮崎×鹿児島ユナイテッドFC×FC琉球 |

- さいたまダービー：同一自治体（さいたま市）内で異なる本拠地を持つクラブ（浦和は埼玉スタジアム、大宮はNACK5スタジアム大宮）によるダービーマッチである。また、本拠地のほか、同一の自治体内でありながら地域名が異なるのは日本で唯一である[注 1][注 2][注 3]。浦和がJ1、2001年 - 2004年・2015年・2018年 - は大宮がJ2もしくはJ3在籍のため、リーグ戦においては開催されない[13]。
- 千葉ダービー：1995年から開催されている千葉と柏の対戦。毎年プレシーズンマッチとして、ちばぎんカップが開催されている（会場：柏のホーム日立柏サッカー場（or 柏の葉公園総合競技場）、千葉のホームフクダ電子アリーナ (市原緑地運動公園臨海競技場は2005年を最後に開催されていない）。
- 東京ダービー：2012年に町田がJ2昇格（2013年はJFL降格・2014年はJ3所属）した際、東京Vとの対戦は「東京クラシック」の名が付けられている。
- 神奈川ダービー：2023年の横浜FM対川崎戦で、直近6年間（2017-22）でこの2クラブのみがリーグ優勝していることから、イングランドの「ビッグロンドン・ダービー」になぞらえて、「BIG神奈川ダービー」[14] と称された。
- 甲信ダービー：山梨県と長野県の隣県で、戦国時代より「甲州」「信州」と呼ばれ、総称して甲信地方と呼ばれている。2012年に甲府がJ2降格、松本がJ2昇格で対戦が実現した。2013年 - 2014年にかけての2年間は甲府がJ1、松本がJ2にそれぞれ所属するため開催されなかったが、2015年に松本のJ1昇格に伴いJ1で初開催された。
- 大阪ダービー：2016年 - 2020年はJ3リーグにおいて解禁されたセカンドチーム（U-23）の加盟により、「U-23版大阪ダービー」も行われていた。
- 九州ダービー：福岡ダービーを含む九州勢同士の対決は2010年から「バトルオブ九州」と名付けられている[15]。

※なお、関東勢の直接対決で北関東ダービー、多摩川クラシコ、武相決戦などごく一部を除いた、他の都県をまたいだチーム間の対戦ではほとんど「関東ダービー」と紹介されることはない。

#### 交流のある地域の対戦
| ダービー名       | 対戦クラブ                             |
| ---------------- | -------------------------------------- |
| 天地人ダービー   | モンテディオ山形、アルビレックス新潟   |
| 常磐線ダービー   | いわきFC、水戸ホーリーホック           |
| 川中島ダービー   | ヴァンフォーレ甲府、アルビレックス新潟 |
| 富士山ダービー   | ヴァンフォーレ甲府、清水エスパルス     |
| 白山ダービー     | ツエーゲン金沢、FC岐阜                 |
| 海峡ダービー     | ヴィッセル神戸、徳島ヴォルティス       |
| 瀬戸大橋ダービー | ファジアーノ岡山、カマタマーレ讃岐     |
| 関門海峡ダービー | レノファ山口FC、ギラヴァンツ北九州     |

- 天地人ダービー：両チームのホームがある山形県と新潟県が県境を接していること、また、NHK大河ドラマ『天地人』で両県が主要舞台（1595年ごろまでは新潟県、関ヶ原の戦い以後は山形県米沢市。いずれも戦国大名上杉氏の本拠地である）となっていることから命名された[16][17]。
- 常磐線ダービー：両者のホームタウンである水戸といわきが常磐線で結ばれていることにちなんだダービーマッチ[18]。2023年のいわきのJ2初昇格によって実現した[19]。ただし、同じく常磐線沿線にホームタウンがある柏は常磐線ダービーには含まれない。いわきFCからすると、東北ダービーや福島ダービーを凌ぎ、最も近距離でのダービーマッチとなる。
- 川中島ダービー：両ホームタウン出身の戦国大名武田信玄と上杉謙信に因んだダービーマッチ。由来となった川中島の戦いでは両大名が一騎討ちを行っている。両チームの対戦はJFL所属の1998年からであるが、2003年に「平成の川中島合戦」としてこの名が付けられた。2003年および2006年は戦いの舞台であった長野県（松本アルウィン）で対戦している。
- 富士山ダービー：両者のホームタウンから見える富士山から。記念グッズも発売されている。なお、この両クラブは業務提携を結んでいたこともあり（ヴァンフォーレ甲府の2002年の項なども参照）、近しい関係となっている。2006年の甲府のJ1昇格時、リーグ開幕戦で初めて実現した。[20][21]
- 白山ダービー：白山を挟んで隣接する石川県・岐阜県の両Jクラブによるダービーマッチ。両クラブの対戦自体は2015年に金沢がJ2に昇格して以来行われているが、白山ダービーと銘打たれたのは白山開山1,300年となる2017年。
- 海峡ダービー：鳴門海峡を挟んで隣県同士の兵庫県と徳島県をホームタウンとする両クラブの対戦。徳島がJリーグ昇格後、初対戦となった2006年に「海峡ダービー」の名がメディアに登場した。2014年にはJ1での対戦が実現している。
- 瀬戸大橋ダービー：瀬戸大橋で結ばれている岡山県と香川県をホームタウンとする両クラブの対戦。2014年に讃岐がJ2昇格して実現した。なお岡山県と香川県は民放テレビの放送エリアが同一[22]。
- 関門海峡ダービー：関門海峡を挟んで隣県同士の山口県と福岡県北九州市をホームタウンとする両クラブの対戦。2016年に山口がJ2に昇格して実現した[23]。2017年は北九州のJ3降格に伴い開催されなかったが、2020年に北九州がJ2に再昇格したことにより再開された。

#### 前身クラブが関係する対戦
- 川鉄ダービー : ヴィッセル神戸×ファジアーノ岡山
川崎製鉄水島サッカー部が前身のヴィッセル神戸と、川崎製鉄水島サッカー部OB有志が結成したリバー・フリー・キッカーズが前身のファジアーノ岡山による対戦[24]。ファジアーノ岡山のホームであるJFE晴れの国スタジアムは、かつて川崎製鉄水島のホームスタジアムであった。2013年にJ2で実現した後、2025年にJ1で再び実現した。

#### ダービーマッチ的な要素を持つ対戦企画
- プライド オブ 北アルプス：AC長野パルセイロ×カターレ富山×FC岐阜
J3に所属している長野・富山・岐阜の3チームのホームタウンをまたぐ北アルプスを舞台に各チームが頂上を目指し、尚且つ地域交流も深めていく。企画として2020年より実施。
- PRIDE OF 中四国：ガイナーレ鳥取×ファジアーノ岡山×レノファ山口FC×カマタマーレ讃岐×愛媛FC / FC今治×徳島ヴォルティス×高知ユナイテッドSC
サンフレッチェ広島を除く中国四国地区のクラブ同士の対戦。当時J2に所属していた岡山・徳島・愛媛に加え鳥取のJ2参入により中国地方、四国地方のJ2クラブが4クラブになったことに伴い、それぞれのクラブの地域の観光や物産を全面PRし、サポーターが楽しめる対戦企画として2011年より実施。バトルの名称は公募を基に決定した。[25]
- バトルオブ九州：アビスパ福岡 / ギラヴァンツ北九州×サガン鳥栖×V・ファーレン長崎×ロアッソ熊本×大分トリニータ×テゲバジャーロ宮崎×鹿児島ユナイテッドFC×FC琉球
九州地区のJクラブ同士の対戦。2010年から「バトルオブ九州」と名付けられている[15]。

#### 現在は行われていない対戦企画
- MICHINOKU MITSUDOMOE：いわてグルージャ盛岡×ブラウブリッツ秋田×福島ユナイテッドFC
東北地区のJ3クラブ同士の対戦。
- SKYシリーズ：川崎フロンターレ×横浜F・マリノス×湘南ベルマーレ
神奈川県所属のクラブ同士の対戦。2013年にJ1所属していた3クラブ（湘南、川崎、横浜）の頭文字から付けられた。[26]
- 東海北陸ダービー（2009年-2011年）：カターレ富山×FC岐阜
- TOP OF 北アルプス（2012年-2014年）：松本山雅FC×カターレ富山×FC岐阜
- 中部日本横断シリーズ（2015年）：ヴァンフォーレ甲府×松本山雅FC×アルビレックス新潟×清水エスパルス[27]
- バトルオブ上信越：ザスパ群馬×AC長野パルセイロ×カターレ富山
J3に所属している群馬・長野・富山の3クラブで試合と地域を盛り上げている。また、Jリーグクラブを有効活用し、サポーター同士が地域間交流を行うことで、3県の観光PRの場として、各県の観光経済のアップにも役立てることを目的としている。企画として2019年に実施。[28]
- 首都圏バトル5 -王の帰還-：RB大宮アルディージャ×ジェフユナイテッド千葉×東京ヴェルディ×FC町田ゼルビア×横浜FC
南関東のJ2クラブによる合同企画で、マスコット対決とアウェイ入場者数で勝敗を決定する。またオリジナルグッズの販売や出張グルメ等も行っている。　2015年には当時J3に所属していた町田を除く4クラブで「首都圏バトル4～じゃない4の逆襲」が行われた。また、2018年は「首都圏バトル5～新たなる希望」というタイトルで行われた。2019年も開催されるが、柏レイソルはオファーしたものの辞退されたと、この企画のスポンサーであるGenkiの公式Twitterで発表されている[29][30]。

#### クラブの移転または合併により消滅した対戦
- 神奈川ダービー：横浜フリューゲルス×ヴェルディ川崎 / ベルマーレ平塚（1993年-1998年）
同県クラブ同士の対戦。1998年シーズン終了後、横浜Fの合併（現・横浜FM）に伴い消滅。
- 神奈川ダービー：ヴェルディ川崎×横浜F・マリノス / 湘南ベルマーレ（1993年-2000年）
同県クラブ同士の対戦。2001年のV川崎の東京移転に伴い消滅。
- 川崎ダービー：ヴェルディ川崎×川崎フロンターレ（2000年）
同一本拠地のクラブ同士の対戦。リーグ戦では川崎が昇格した2000年に開催。2001年のV川崎の東京移転に伴い消滅。
- 横浜ダービー：横浜マリノス×横浜フリューゲルス（1993年-1998年）
Jリーグ発足当初から存在した同一本拠地のクラブ同士の対戦。1998年シーズン終了後、両チームの合併（現・横浜FM）に伴い消滅。

### JFL・旧JFL
JFL・旧JFLにおけるダービーマッチ。

#### 同一都道府県・同一地域
ダービー名の太字は2023年シーズンに行われるダービーマッチ、クラブ名の太字は同シーズンに対戦が予定されているクラブ
|        | ダービー名                        | 対戦クラブ |
| ------ | --------------------------------- | --- |
| 東北   | 旧東北ダービー (みちのくダービー) | ブランメル仙台、NEC山形サッカー部、福島FC、ソニー仙台                                                                                   |
| 東北   | 東北ダービー                      | ラインメール青森FC、ソニー仙台、ヴァンラーレ八戸、コバルトーレ女川、いわきFC                                                            |
| 東北   | 仙台ダービー                      | ブランメル仙台、ソニー仙台 |
| 東北   | 青森ダービー                      | ラインメール青森、ヴァンラーレ八戸 |
| 東北   | 宮城ダービー                      | ソニー仙台、コバルトーレ女川 |
| 関東   | 東京ダービー                      | クリアソン新宿、佐川急便東京サッカー部 (SC) 、東京武蔵野シティFC（旧横河武蔵野フットボールクラブ）、国士舘大学サッカー部                |
| 関東   | 南北多摩合戦                      | 町田ゼルビア、横河武蔵野FC |
| 関東   | 旧北関東ダービー                  | ザスパ草津、アルテ高崎、栃木SC、流通経済大学サッカー部 (流通経済大学FC)                                                                 |
| 関東   | 北関東ダービー                    | 流通経済大学ドラゴンズ龍ケ崎、栃木ウーヴァFC                                                                                            |
| 関東   | 群馬ダービー                      | ザスパ草津、FCホリコシ |
| 関東   | 境川ダービー                      | 町田ゼルビア、S.C.相模原 |
| 関東   | 神奈川ダービー                    | Y.S.C.C.、S.C.相模原 |
| 関東   | 旧川崎 (神奈川)ダービー           | 富士通サッカー部、東芝堀川町サッカー部、NKKサッカー部                                                                                   |
| 北信越 | 富山ダービー                      | アローズ北陸、YKK APサッカー部 |
| 北信越 | 信州ダービー                      | 松本山雅FC、AC長野パルセイロ |
| 北信越 | 北信越ダービー                    | ツエーゲン金沢、松本山雅FC |
| 東海   | 旧静岡ダービー                    | Honda FC、ジヤトコサッカー部、静岡産業大学サッカー部、藤枝MYFC                                                                          |
| 東海   | 静岡ダービー                      | Honda FC、アスルクラロ沼津 |
| 東海   | 旧東海ダービー                    | コスモ石油四日市FC、デンソーサッカー部、西濃運輸サッカー部、FC岐阜                                                                      |
| 東海   | 東海ダービー                      | Honda FC、FC刈谷、FCマルヤス岡崎、ヴィアティン三重、鈴鹿ポイントゲッターズ                                                              |
| 東海   | 三重ダービー                      | ヴィアティン三重、鈴鹿ポイントゲッターズ                                                                                                |
| 東海   | 三河ダービー                      | FCマルヤス岡崎、FC刈谷 |
| 関西   | 滋賀ダービー                      | SAGAWA SHIGA FC、MIOびわこ滋賀 |
| 関西   | 京都ダービー                      | アミティエSC京都、佐川印刷SC |
| 関西   | 旧関西ダービー                    | SP京都FC (旧佐川印刷SC)、佐川急便大阪SC、FC京都BAMB1993、SAGAWA SHIGA FC                                                                |
| 関西   | 関西ダービー                      | レイラック滋賀FC（旧MIOびわこ滋賀）、FC大阪、奈良クラブ、FC TIAMO枚方                                                                   |
| 関西   | 生駒山ダービー                    | FC大阪、FC TIAMO枚方、奈良クラブ |
| 関西   | 大阪ダービー                      | F.C.大阪、FC TIAMO枚方 |
| 中国   | 岡山ダービー                      | ファジアーノ岡山、三菱自動車水島FC |
| 中国   | 旧中国ダービー                    | ファジアーノ岡山FC、ガイナーレ鳥取 (旧SC鳥取)、三菱水島FC                                                                               |
| 中国   | 中国ダービー                      | ファジアーノ岡山ネクスト、レノファ山口FC                                                                                                |
| 九州   | 旧九州ダービー                    | アルエット熊本 (ロッソ熊本)、プロフェソール宮崎、ホンダロックSC、 FC琉球、ニューウェーブ北九州、V・ファーレン長崎、鹿児島ユナイテッドFC |
| 九州   | 九州ダービー                      | ヴェルスパ大分 (旧HOYO大分)、ミネベアミツミFC（旧ホンダロックSC）                                                                       |
| 九州   | 宮崎ダービー                      | ホンダロックSC、テゲバジャーロ宮崎 |

- 旧東京ダービー：1999年-2006年。佐川東京は2001年から参加、国士舘は2004年脱退、佐川東京は佐川大阪と合併のため2006年まで。
- 北関東ダービー：2004年-、　草津は2005年にJ2参加、アルテ高崎は2004年まで「群馬FCホリコシ」、2005年は「FCホリコシ」として出場。流通経済大学は2005年から参加、栃木SCは2009年にJ2参加。2009年からはアルテ高崎と流通経済大学の対決となった。2010年からは栃木ウーヴァがJFLに昇格して3チームによる対決となる。2011年はアルテ高崎と栃木ウーヴァとの対決になったが、アルテ高崎がJFLより脱退したためこの年限りとなった。
- 境川ダービー：2013年。[34]町田市と相模原市を流れる「境川」にちなむもの。2014年は両チームともJ3に所属する為JFLにおける境川ダービーはこの年限りとなった。
- 群馬ダービー：2004年のみ、FCホリコシの1勝1分だった。
- 旧川崎（神奈川）ダービー：1992年は上記の3チームが対戦したが、1993年はNKKがJ2（現在のJFL相当）に降格→そのまま休部となったため、2チームのみとなった。その後1996年に東芝がコンサドーレ札幌として札幌市に本拠地を移したため、JFLにおける川崎ダービーは1995年が最後となった。
- 富山ダービー：2001年-2007年、両者がJFLに上がる前の北信越フットボールリーグ時代から続く長いライバル関係にあり、現JFLのダービーマッチの中では屈指の好カードだった。順位はYKK APが上位にいるが、ダービーに関してほぼ互角である。天皇杯の富山県代表争いも毎年この2クラブに絞られており争いは激しかったが、両クラブが2008年よりJリーグを目指す統合クラブ（カターレ富山）となったため、富山ダービーは2007年限りで消滅した。
- 旧静岡ダービー：1997年-2003年。1997年-1999年と2003年はHonda FC 対 ジヤトコFC。
- 旧東海ダービー：旧JFL、1992-1997年。3クラブが直接対戦したのは1996年のみ。1992-1995年はコスモ四日市と西濃運輸の対戦。（1997年はデンソーと西濃運輸の対戦）
- 東海ダービー：デンソーを前身とするFC刈谷と、西濃運輸サッカー部解散後に結成されたFC岐阜によるダービーマッチで、FC岐阜のJFL昇格により復活したものの、FC岐阜のJ2昇格のためこれも1年だけで一旦消滅となった。2007年のみ。
- 三重ダービー: 2019年シーズンに実現。過去には東海社会人サッカーリーグで対戦したほか、全国地域サッカーチャンピオンズリーグ2016・決勝ラウンド最終戦で「勝った方がJFL昇格」という状況下で対戦が行われたことがあった（ヴィアティン三重が勝利、一足早くJFL昇格を決めた）。
- 旧関西ダービー：佐川印刷SC、佐川急便SCに関しては「佐川ダービー」を参照。2003年のみ。
- 岡山ダービー：2008年のJFLで実現したが、2009年にファジアーノ岡山がJ2昇格、三菱水島も同年度に予算難のためJFLから脱退したため、当面リーグ戦での対決は消滅
- 旧九州ダービー：アルエット熊本とプロフェソール宮崎は2002年。ロッソ熊本とホンダロックサッカー部は2006年-2007年。ロッソ熊本とFC琉球は2007年。FC琉球とニューウェーブ北九州は2008年。ニューウェーブ北九州、V・ファーレン長崎、ホンダロックサッカー部、FC琉球は2009年。V・ファーレン長崎、ホンダロックサッカー部、FC琉球は2010年-2011年。
- 滋賀ダービー：MIOびわこ滋賀が2008年にJFLに昇格して実現したが、SAGAWA SHIGA FCが2012年限りで活動休止となり、この年で終了となった。

#### その他
| ダービー名       | 対戦クラブ                                 |
| ---------------- | ------------------------------------------ |
| 佐川ダービー     | 佐川急便東京SC、佐川急便大阪SC、佐川印刷SC |
| ホンダ・ダービー | Honda FC、ホンダロックSC                   |
| 瀬戸内ダービー   | 三菱自動車水島FC、愛媛FC                   |

- 佐川ダービー：系列に同じ佐川急便グループを持つクラブ同士の直接対決。社内的には東京 対 大阪のみが重要視され、関連会社である佐川印刷戦は盛り上がらない。事実、佐川大阪社員応援団が登場するのは長居で行われる佐川東京戦のみで、この試合はJFLの観客動員の平均を10倍は上回る4,000人以上を動員した。佐川東京・大阪の合併により、2007年から佐川急便（現佐川滋賀）、佐川印刷の戦いとなり同時に関西ダービーも兼ねる。
- ホンダ・ダービー：両クラブはいずれも本田技研工業の系列で、前者がホンダ本体のサッカー部、後者は自動車関連部品を扱っている関連企業である。それなりに社員動員はあり、都田・宮崎ともども1,000人以上動員する。2009年、ホンダロックのJFL復帰によりダービーが復活。
- 瀬戸内ダービー：瀬戸内海を面した、岡山県（三菱水島FC）と愛媛県（愛媛FC）の対戦となった。2005年のみ。

### 地域リーグ
| ダービー名                  | 対戦クラブ                                                       |
| --------------------------- | ---------------------------------------------------------------- |
| 旧青森ダービー              | アステール青森FC、ヴァンラーレ八戸                               |
| 津軽ダービー                | ラインメール青森FC、ブランデュー弘前                             |
| 盛岡ダービー (盛岡クラシコ) | 盛岡ゼブラ、いわてグルージャ盛岡、FCガンジュ岩手                 |
| 福島ダービー                | FCプリメーロ、福島ユナイテッドFC、バンディッツいわきFC、いわきFC |
| 埼玉ダービー                | アヴェントゥーラ川口、COEDO川越FC                                |
| 三重ダービー                | ヴィアティン三重、鈴鹿アンリミテッドFC、FC.ISE-SHIMA             |
| 島根ダービー                | デッツォーラ島根E.C、FC神楽しまね、SC松江                        |
| 山口ダービー                | レノファ山口FC、FC宇部ヤーマン                                   |
| 鹿児島ダービー              | ヴォルカ鹿児島、FC KAGOSHIMA                                     |

- 旧青森ダービー：アステール青森FCとヴァンラーレ八戸は2006年のみ。

  - なお鹿児島の2チームは2014年に将来のJ3リーグ昇格を念頭に置いて「鹿児島ユナイテッドFC」としてチーム統合を行っている。
- 福島ダービー（2019年）：2016年以降、3年連続で天皇杯福島県予選決勝戦のカードが福島ユナイテッドFC（J3）対いわきFC（福島県リーグ→東北社会人リーグ）となり、ダービーマッチの様相を見せていた。そのような中、2019年2月24日に福島第一原発事故により使用できなくなっていたナショナルトレーニングセンター、Jヴィレッジの一部再開を記念し福島ユナイテッドFCといわきFCの特別試合が「Jヴィレッジ再開記念 福島ダービーマッチ」と銘打たれ開催された[35]。

### WEリーグ
- 埼玉ダービー：三菱重工浦和レッズレディース、大宮アルディージャVENTUS、ASエルフェン埼玉

浦和と大宮はJリーグ同様、さいたまダービーとしても行われる。
- 信越ダービー[37]：AC長野パルセイロレディース×アルビレックス新潟レディース

JリーグではAC長野パルセイロとアルビレックス新潟の対戦は一度も実現していない。

## フットサル

### Fリーグ
2007年に発足したフットサルのFリーグにおけるダービーマッチ。
- 境川決戦：ペスカドーラ町田 vs 湘南ベルマーレ
Fリーグ発足8チームのうち、境川を挟む町田市と平塚市を本拠地としている両チームの対戦。[38]
- 関西ダービー：シュライカー大阪 vs デウソン神戸
Fリーグ発足当初から参加しているチーム同士の対戦。[39] 2018 - 19シーズンは神戸がF2に所属するため開催されない。
- 東京ダービー：ペスカドーラ町田、府中アスレティック、フウガドールすみだ 間の対戦
発足当初は町田のみであったが、府中およびすみだの加入により都内を本拠地にする3チーム間の対戦が実現した。[40]
- 神奈川ダービー：湘南ベルマーレ vs Y.S.C.C.横浜
発足当初は湘南のみであったが、Y.S.C.C.加入に伴い実現した。
- 北信越ダービー：ボアルース長野 vs ヴィンセドール白山
- 中国ダービー：広島エフ・ドゥ vs ポルセイド浜田
Fリーグ2部制移行に伴い開始される一戦。

## ラグビー

### JAPAN RUGBY LEAGUE ONE
ジャパンラグビーリーグワン（旧・トップリーグ）におけるダービーマッチ。社会人チームで構成されていることから、会社の業種での競合関係でのライバル対決をダービーと称することが多い。
- 府中ダービー：東芝ブレイブルーパス東京 vs 東京サントリーサンゴリアス
東京都府中市に本拠地を持つ2チームの対戦。ともにトップリーグ結成以前からの強豪。[41]
- NTTダービー：NTTコミュニケーションズ シャイニングアークス東京ベイ浦安 vs NTTドコモレッドハリケーンズ大阪
NTTグループ2社の対戦。ライバル意識も強く、初対戦となった2012年10月の試合は同節での最多入場者数を記録している。[42]
- トヨタダービー：トヨタヴェルブリッツ vs 豊田自動織機シャトルズ愛知
トヨタグループ2社の対戦。豊田自動織機はトップリーグの年間順位で1桁順位にたどり着いた事すらなく、降格経験もあるのに対し、トヨタ自動車は2004-05シーズンにトップリーグ昇格して以降トップリーグから落ちた事が無く、ヴェルブリッツを名乗る以前に日本選手権を3回制する等、歴史も実績も対照的である。[43]
- トヨタダービー：豊田自動織機シャトルズ愛知 vs 日野レッドドルフィンズ
トヨタグループ2社の対戦。日野自動車も豊田自動織機同様トヨタグループの一員であり、トップリーグに初昇格した2018年9月8日に2つ目のトヨタグループ同士の対戦が実現した。なおこの2チームはNECグリーンロケッツ東葛と共に所属するレッドカンファレンスの中では史上初のベスト16に進出したラグビーワールドカップ2019 日本代表を送り込んでいない。
- トヨタダービー：トヨタヴェルブリッツ vs 日野レッドドルフィンズ
トヨタグループ2社の対戦。日野自動車にとっては前の週に続いて2018年9月15日にトヨタグループ同士の初対戦が実現した。なおこの2チームは共にトップリーグ2018-2019に残留している。
- 複写機ダービー：横浜キヤノンイーグルス vs リコーブラックラムズ東京
光学機器メーカー同士による対戦。本業で競合関係にある事から互いにライバル意識も強い[44]。社員同士の綱引き大会なども企画される。[45][46]
- 福岡ダービー：コカ・コーラレッドスパークス vs 宗像サニックスブルース
福岡市東区と宗像市という福岡県内に本拠地を持つ2チームの対戦。どちらもトップリーグから降格した事もある。[47]
- 電力ダービー：中国電力レッドレグリオンズ vs 九州電力キューデンヴォルテクス
電気事業連合会に加盟する電力会社同士の対決。ともに西日本社会人リーグ→トップキュウシュウ時代からの強豪チーム。それに加え、トップチャレンジリーグ2017-2018のみ中部電力ラグビー部も構成されていた。

## 野球

### NPB
21世紀に入り、プロ野球の東京ヤクルトスワローズと読売ジャイアンツの「東京ダービー」などの様に、当該球団の営業サイドや一部マスコミが称している場合もあり、特に2005年のセ・パ交流戦が開催されるようになった辺りから「○○ダービー」といわれる試合が多く存在するようになった。ただし、ダービーマッチ的な対戦企画を打ち出しても、定着せず数年で終了する企画が多い。
なお、野球用語にあるハーラーダービーやホームランダービーは競馬のダービーに由来しており、「ダービーマッチ」とは由来がまったく異なる。また、日本ではサッカーの影響から「ダービー」という語を用いる様になったが、元々は「伝統の一戦」や「○○決戦」、「××対決」、野球発祥の地であるアメリカのMLBの様に「○×シリーズ」等と呼んできた。
ダービーマッチ的な要素を持つ対戦
- 関西ダービー（阪神なんば線シリーズ）：阪神タイガース vs オリックス・バファローズ
関西勢同士の対戦[48]。2004年のプロ野球再編問題にて、大阪を本拠地とする近鉄が神戸を本拠地とするオリックスに合併したため、関西勢の対戦がセ・パ交流戦での同カードのみとなった。なお、2023年の日本シリーズで対戦するまでどちらもリーグ優勝経験を有していながら、前身球団を含めて日本シリーズでの対戦は無かった。 両チームの本拠地（阪神甲子園球場・京セラドーム大阪）を結んでいる鉄道路線から「阪神なんば線シリーズ」と呼称されることもある[49][注 4]。
- TOKYOシリーズ：東京ヤクルトスワローズ vs 読売ジャイアンツ
セントラル・リーグ発足以降、東京を本拠地としている球団同士の対戦。企画は2015年から開始され、両チームともに胸のロゴを「TOKYO」としたユニフォームで対戦する[50][51]。

日本シリーズにおける同ー地域での対戦
- 御堂筋シリーズ：阪神タイガース vs 南海ホークス
1964年の日本選手権シリーズで実現。史上初の関西対決。阪神電鉄のターミナルが梅田、南海電鉄のターミナルが難波であり、その2拠点を結ぶ幹線道路からこの名がつけられた[52][注 5]。
- 東京シリーズ (GOシリーズ)[53]：読売ジャイアンツ vs ロッテオリオンズ
1970年の日本選手権シリーズで実現。当時読売が文京区の後楽園球場、ロッテは荒川区の東京スタジアムを本拠地としていたため、史上初の同一都道府県内での日本シリーズ開催となった。「GOシリーズ」とも称された。
- 後楽園シリーズ：読売ジャイアンツ vs 日本ハムファイターズ
1981年の日本選手権シリーズで実現。史上唯一の同一球場での日本シリーズ開催。2003年までは読売と日本ハムがともに東京ドームを本拠地としていたが、2004年に日本ハムが北海道に移転したことにより、同じ球場を本拠地とするチームが無くなっている。

※いずれも現在では実現不可能な対戦である。
現在は行われていない企画
- 東横シリーズ：東京ヤクルトスワローズ vs 横浜ベイスターズ
東急電鉄広報誌「Salus」による企画。同紙持参でチケット割引などの特典を受けられる。2007年から開始されたが、2012年以降は企画が行われていない。[54]
- GSDBプロジェクト：東京ヤクルトスワローズ、読売ジャイアンツ、横浜DeNAベイスターズ間の対戦
首都圏に本拠地を持つセントラル・リーグ3球団による合同企画。スタンプラリーなど企画された。2012年から2014年まで開催
- 首都圏シリーズ：横浜DeNAベイスターズと埼玉西武ライオンズおよび千葉ロッテマリーンズとの対戦
2013年開始。横浜DeNA主催の交流戦で関東地区に拠点をおく埼玉西武および千葉ロッテとの対戦が対象。両チームOBと一緒に試合観戦できるチケット販売など企画された。この企画は2014年まで行われた[55][56]。
- 埼玉vs.千葉シリーズ：埼玉西武ライオンズ vs 千葉ロッテマリーンズ
パシフィック・リーグにおいて関東に本拠地を有する球団同士の対戦。西武の黄金期に捕手を務めた伊東勤が千葉ロッテの監督に就任した2013年に「ライバルシリーズ」として企画され、それぞれ県名を記したユニフォームを着用して対戦する[57][58]。2016年まで実施。

## バスケットボール

### B.LEAGUE
B.LEAGUEにおけるダービーマッチの一覧である。
- 渋谷ダービー：アルバルク東京 vs サンロッカーズ渋谷
リーグ再編でB.LEAGUE発足決定時に本拠地を東京都渋谷区へ移転し現在に至るB1チーム同士の対戦[注 6]。共に日本リーグ時代からの歴史を重ねてきた対戦である。A東京は代々木第二体育館、SR渋谷は青山学院体育館をホームコートとすることから、渋谷ダービーと名付けられた[59]。
- 東京ダービー：東京ユナイテッドバスケットボールクラブ、しながわシティバスケットボールクラブ、アースフレンズ東京Z
東京都を本拠地とするB3チーム同士の対戦。
- 多摩ダービー：立川ダイス、東京八王子ビートレインズ
多摩地域に本拠地を置く立川と八王子の対戦は多摩ダービーと呼ばれる。
- 神奈川ダービー：川崎ブレイブサンダース、横浜ビー・コルセアーズ(B1)/横浜エクセレンス、湘南ユナイテッドBC(B3)
神奈川県を本拠地とするB1チーム同士の対戦。川崎は前身の東芝時代にリーグ優勝6度を数えた強豪。横浜はbjリーグ2012-13シーズンを制した実績をもつ。両チームともに市内のスポーツ団体と連携組織の一員となり（かわさきスポーツパートナー・横浜熱闘倶楽部）、活動を行っている。[60]
B3における神奈川ダービーは、2022-23シーズンより湘南ユナイテッドBCが公式試合参加資格・最終審査に合格してB3リーグに参入したことで初開催となったが、横浜エクセレンスのB2昇格[61]に伴い、2025-26シーズンは開催されない。
- 千葉ダービー：千葉ジェッツふなばし vs アルティーリ千葉
千葉県を本拠地とするB1チームの対決。ジェッツと、2025-26シーズンより、B2からB1に昇格したアルティーリとの対決。（ホームアリーナは、ジェッツ：LaLa arena TOKYO-BAY、アルティーリ：千葉ポートアリーナ）
- 北関東ダービー：茨城ロボッツ、宇都宮ブレックス、群馬クレインサンダーズ
北関東を本拠地とするB1チーム同士の対決
- 愛知ダービー：シーホース三河、三遠ネオフェニックス、名古屋ダイヤモンドドルフィンズ、ファイティングイーグルス名古屋における対戦試合 
愛知県を本拠地とするB1チーム同士の対戦。三河は愛知県のほぼ中心にある刈谷市に本拠地を置く。三遠は前身のOSG時代にJBLからbjリーグへ移籍、浜松を主会場としていたがB.LEAGUE発足を期に本拠地を豊橋市とした[62]。 三河対三遠の試合は三河ダービーとも呼ばれる。2022-23シーズンより、以前よりB1に所属していた名古屋ダイヤモンドドルフィンズと同じ名古屋市に本拠地があるファイティングイーグルス名古屋がB1昇格を果たしたことにより、名古屋ダービーも実現することになった。
また、三河（アイシン）、FE名古屋（豊田通商）、さらに東京を本拠地とするA東京（トヨタ自動車本社）の3チームが絡む試合は、「トヨタ同門対決（トヨタ・ダービー）」[63] ともいわれている。
- 仙山戦：仙台89ERS vs 山形ワイヴァンズ
南東北を本拠地とするB2チーム同士の対戦。2018年より仙山戦の名前を両チームが使用し、共同企画を実施している。[64]
- 東北ダービー：仙台89ERS、岩手ビッグブルズ、秋田ノーザンハピネッツ、山形ワイヴァンズ、青森ワッツ、福島ファイヤーボンズ
東北を本拠地とするB1・B2チーム同士の対決。
- 北陸ダービー：富山グラウジーズ、金沢武士団、福井ブローウィンズ
- 関西ダービー：京都ハンナリーズ、大阪エヴェッサ、滋賀レイクス (B1) / 神戸ストークス、バンビシャス奈良 (B2)
- 京滋ダービー、滋京ダービー：滋賀レイクス、京都ハンナリーズ
関西を本拠地とするB1、B2チーム同士の対決。京都と滋賀の対戦に関しては京滋ダービー、滋京ダービーと呼ばれている。
- 中国ダービー：島根スサノオマジック、広島ドラゴンフライズ(B1)/トライフープ岡山、山口パッツファイブ(B3)
中国地方を本拠地とするB1、B3チーム同士の対戦。島根はbjリーグに在籍。広島はNBLに在籍していた。地元住民を中心に陰陽ダービーとも呼ばれる。
- 四国ダービー：徳島ガンバロウズ、香川ファイブアローズ、愛媛オレンジバイキングス
四国地方を本拠地とするBリーグチーム同士の対戦。愛媛の前身は大分県を本拠地とする「大分ヒートデビルズ」[65] だったが、B.LEAGUE2016-17シーズンから愛媛県への移転と現チーム名への改名をし、ダービーが実現した。
- 九州ダービー：ライジングゼファー福岡、佐賀バルーナーズ、長崎ヴェルカ、熊本ヴォルターズ、鹿児島レブナイズ
九州を本拠地とするB2同士の対決。2023-24シーズンに佐賀と長崎がB1に昇格したことで、B1でも開催されるようになった。

### bjリーグ
ターキッシュエアラインズbjリーグにおける対戦カード。bjリーグでは本拠地は重複しないが、九州や東北などの広義の地域間、または普段から交流の多い隣県を本拠地とするチームの対決を、ダービーと称している。
- 首都圏ダービー：埼玉ブロンコスvs東京アパッチ
bjリーグ発足当時、首都圏に本拠地を置いた2チームによる対戦。[66]
- 京浜ダービー：横浜ビー・コルセアーズvs東京サンレーヴス
2011-2012シーズン加入の横浜ビー・コルセアーズと、2012-2013シーズン加入の東京サンレーヴスの対戦。東京の主催試合に横浜のチアリーディングチームが参加するなど交流がある。[67]
- 東北ダービー：仙台89ers、秋田ノーザンハピネッツ、岩手ビッグブルズ、青森ワッツ、福島ファイヤーボンズ 間の対戦
bjリーグ発足時から参加している仙台と、2010-2011シーズン加入した秋田の対戦を称した。2011-2012シーズンに岩手が加入し、2012年以降プレシーズンに「東北カップ」を開催している。2013-2014シーズンに青森、2014-2015シーズンに福島が加入し、東北は5チームとなった。[68]
- 北陸ダービー：富山グラウジーズvs金沢武士団
2015-2016シーズンに金沢武士団が加入、カンファレンス交流戦で初めて石川vs富山が実現した。[69]
- 関西ダービー：大阪エヴェッサ、京都ハンナリーズ、滋賀レイクスターズ間の対戦
2010-2011シーズン、隣接する大阪・京都・滋賀のチーム間での合同企画。アウェイゲーム観戦チケットの相互販売を実施した。[70]
- 古都ダービー：京都ハンナリーズvsバンビシャス奈良
古代より日本文化の中心地であった平城京 (奈良)と平安京 (京都)の対戦。[71]
- 阪奈ダービー：大阪エヴェッサvsバンビシャス奈良
関西で最も新しいチーム (奈良)と最古参のチーム (大阪)の対戦。[72]
- 九州ダービー：大分ヒートデビルズvsライジング福岡
2007-2008シーズンに福岡が加入、発足時から参加している大分との隣県対戦を称した。なお、2010-2011シーズンから2013-2014シーズンまでは宮崎も参加、九州に本拠地をおく3チームによる対戦を指した。[73]

### NBL
1967年に創設された日本リーグは全て実業団チームで構成され、ホーム&アウェイという概念のない状況で試合が開催されていた。2001年発足のスーパーリーグではチーム愛称の付与、2007年発足のJBLではホームタウン制の採用、2013年発足のNBLでは地域名をチーム名に付与するなど取り組んできたが、マスコミ等でのチーム名の呼称は企業名のままであり、地域との関わりはbjリーグと比較すると希薄である。
- 東京ダービー：日立サンロッカーズ東京 vs トヨタ自動車アルバルク東京
1935年に日立本社として創部され、これまで全国タイトルを20回獲得している日立と、1948年に創部され、全国タイトルを17回獲得しているトヨタ自動車の対戦[74]。
- 愛知ダービー：三菱電機ダイヤモンドドルフィンズ名古屋 vs アイシンシーホース三河
ともに日本リーグ時代から愛知県を本拠地として活動を続けてきた強豪同士の対戦。[75]
- 関西ダービー：和歌山トライアンズ vs 兵庫ストークス
2013-2014シーズンのNBL発足当初、関西を本拠地とするチーム同士の対戦[76][77]。和歌山は2015年1月に事業停止に陥りNBLを退会したため、以降NBLでの関西勢の対戦は開催されていない。
- 北関東ダービー：リンク栃木ブレックス vs つくばロボッツ
北関東に本拠地をおく隣県チーム同士の対戦。[78]

### NBDL
- 東京ダービー：東京エクセレンス / アースフレンズ東京Z / 東京八王子トレインズ 間の対戦
NBDL初の東京のプロチーム同士の対決。2014-2015シーズンの同カード開催時に初めてこの呼称を用いた[79][80]。2015-2016シーズンは東京八王子を加えた3チームの対戦とし、共通ロゴを作成するなど企画された。[81]

### Wリーグ
- 愛知ダービー：トヨタ自動車アンテロープス、三菱電機コアラーズ、アイシン・エィ・ダブリュ ウィングス、デンソーアイリスの4チームによる直接対決。
このうち、トヨタ対菱電は名古屋市に本拠地を置くチーム同士であり「名古屋ダービー」、アイシン・エィ・ダブリュは安城市、デンソーは刈谷市と隣接した両市に本拠地を置き、「三河ダービー」といわれているとともに、なおかつ、トヨタを含めた3チームはトヨタ自動車グループ系列の大手自動車部品メーカーとしても著名であり、「トヨタ同門対決（トヨタダービー）」などとも称されている。[82]

## バレーボール

### Vリーグ、V.LEAGUE
2003年にホームゲーム制を導入。集客によりチームへの収益が上がる仕組みが出来上がったことから、各チームが積極的にホームゲームを開催するようになっている。
- 東京ダービー：FC東京 vs 東京ヴェルディ
Jリーグでもライバル関係にある両チームの対戦。2008/09シーズンまで、V・プレミアリーグ昇格を激しく争った。[83][84]
- 北陸ダービー：KUROBEアクアフェアリーズ vs PFUブルーキャッツ

女子の部における同一地域間での対戦。
- 山陽ダービー:岡山シーガルズ対ヴィクトリーナ姫路

プレシーズンマッチとして、ホームアンドアウェイで2試合行われる。

## アメリカンフットボール

### Xリーグ
- 千葉ダービー：オービックシーガルズ vs IBM Big Blue
習志野市に練習場をもつオービックと八千代市に練習場を持つIBMの対戦。2011年の対戦は千葉市のZOZOマリンスタジアムにて開催、習志野高校吹奏楽部マーチングバンドの演奏などボウルゲームさながらの演出で盛り上げた。[86][87]
- 川崎ダービー：富士通フロンティアーズ vs アサヒビールシルバースター
アサヒビールは長年川崎球場を練習場と活動をしているが、同球場の命名権を富士通が取得し「富士通スタジアム川崎」と変更。富士通は「かわさきスポーツパートナー」に参加するなど地域活動に力をいれていることから、ともに川崎を拠点としスタッフの関わりも多い両チームの対戦を「川崎ダービー」と銘打ち、2016年6月の東日本交流戦からポスター作成など展開をはじめている。[88]

## アイスホッケー

### アジアリーグアイスホッケー
- 北海道ダービー：レッドイーグルス北海道 vs ひがし北海道クレインズ
道内に本拠地をおく2チームの対戦。苫小牧市に本拠地を置くレッドイーグルス北海道は前身の王子製紙、王子イーグルス時代を含めて日本リーグ13回、アジアリーグ2回、全日本アイスホッケー選手権大会35回の優勝を数える。一方釧路市に本拠地を置くひがし北海道クレインズは、前身の日本製紙クレインズ時代を含めてアジアリーグ4回、全日本アイスホッケー選手権大会7回の優勝を数え、ともに日本を代表する強豪チームである[89]。製紙業界でも1位・2位を争うライバル企業でもある。[90]

## 卓球

### Tリーグ
- 関東ダービー：木下マイスター東京対T.T彩たま
男子チームにおける同一地域間での対戦。Tリーグ開幕戦で実現した。
- 大阪ダービー：日本生命レッドエルフ対日本ペイントマレッツ
女子チームにおける同一都道府県間での対戦。